# 大阪市立茨田北小学校
大阪市立茨田北小学校（おおさかしりつ まったきたしょうがっこう）は、大阪府大阪市鶴見区にある市立小学校。
明治時代初期に当時の茨田郡の学校組合として設置された諸口小学校を母体とし、1894年に学校組合を解消して当時の古宮村単独の小学校として開校した。現在の大阪市立茨田南小学校は、当校と同じく諸口小学校を起源としている。

## 沿革
明治時代初期の学制発布により、当時の茨田郡浜・南寺方・北寺方・三ツ島・焼野・下・安田・稗島・桑才・諸口の10村（現在の大阪市鶴見区・守口市・門真市のそれぞれ一部）が1873年6月、河内国第九十番小学校を創設した。河内国第九十番小学校は茨田郡浜村（現在の大阪市鶴見区浜付近）の2ヶ所の寺院に仮設された。
1875年には第九十番小学校が改編され、諸口・横堤・浜・焼野・安田の5ヶ村組合による諸口小学校を創設した。その後1889年には町村制により、焼野・浜・下・安田の4村が合併して古宮村となり、また横堤村・諸口村・三島新田が合併して諸堤村となった。諸口小学校は諸堤・古宮の2村を校区とするようになった。
2村の学校組合で運営されていた諸口小学校は1894年9月11日に学校組合を解き、古宮村の学校は茨田郡古宮尋常小学校として独立している。このときに設置された古宮小学校が、現在の茨田北小学校の直接的な前身にあたる。また学校組合解消の際に分離した諸堤村の小学校は、現在の大阪市立茨田南小学校へとつながっている。
古宮小学校は当初、古宮村大字浜（現在の鶴見区浜4丁目7番地、大阪市立茨田北中学校西側の医院付近）に校舎を設置していたが、1901年に古宮村大字浜字垣内1529（現在地）に移転している。
古宮村と諸堤村は1939年6月に合併し、北河内郡茨田町となった。これに伴い学校は茨田町立となり、学校名も北河内郡茨田北尋常高等小学校へと改称されている。国民学校の時代を経て、1947年には学制改革により茨田町立茨田北小学校となり、さらに1955年には茨田町の大阪市への編入合併により大阪市立茨田北小学校となった。
大阪市編入の頃までは校区周辺は農村だったが、1960年代以降市営住宅の建設などで宅地化が進んだ。これに伴い児童数も増加し、1965年には大阪市立茨田東小学校を分離している。
また2010年4月には、校区の一部を分離して大阪市立焼野小学校が開校した。これに伴い、従来の校区のうち焼野・浜5丁目の全域と、浜2丁目の一部を焼野小学校校区に変更している。

### 年表
- 1875年3月6日 - 茨田郡学校組合立諸口小学校を、諸口村に創設。
- 1888年5月1日 - 茨田郡諸口尋常小学校と改称。
- 1894年9月11日 - 学校組合を解消。大阪府茨田郡古宮尋常小学校として創設。この日を学校創立および創立記念日とする。
- 1896年4月1日 - 郡の合併により、北河内郡古宮尋常小学校と称する。
- 1922年 - 高等科を併設。大阪府北河内郡古宮尋常高等小学校と改称。
- 1939年6月1日 - 古宮・諸堤の2村合併で茨田町が発足したことに伴い、北河内郡茨田北尋常高等小学校に改称。
- 1941年4月1日 - 国民学校令により、大阪府北河内郡茨田北国民学校と改称。
- 1947年4月1日 - 学制改革により、大阪府北河内郡茨田町立茨田北小学校と改称。
- 1955年4月3日 - 茨田町が大阪市に編入されたことに伴い、大阪市立茨田北小学校と改称。
- 1964年10月 - 分校を設置。
- 1965年4月1日 - 分校が大阪市立茨田東小学校として独立開校。
- 2010年4月 - 大阪市立焼野小学校を分離。

## 通学区域
- 大阪市鶴見区 浜2(一部)・3・4丁目、茨田大宮1丁目、安田1・2丁目（一部）、安田3・4丁目、諸口4丁目（一部）。: 卒業生は大阪市立茨田北中学校に進学する。

## 子ども会
- 浜4子ども会
- 浜5子ども会
- 大宮子ども会
- 安田子ども会

## 交通
- Osaka Metro長堀鶴見緑地線 鶴見緑地駅 東へ約800m。